# Polski ogień
Polski ogień (Pools voor Pools vuur) is een Poolse reggae-compilatie-cd uit 2006 die is gemaakt in samenwerking tussen TamTam Records en Germaican.

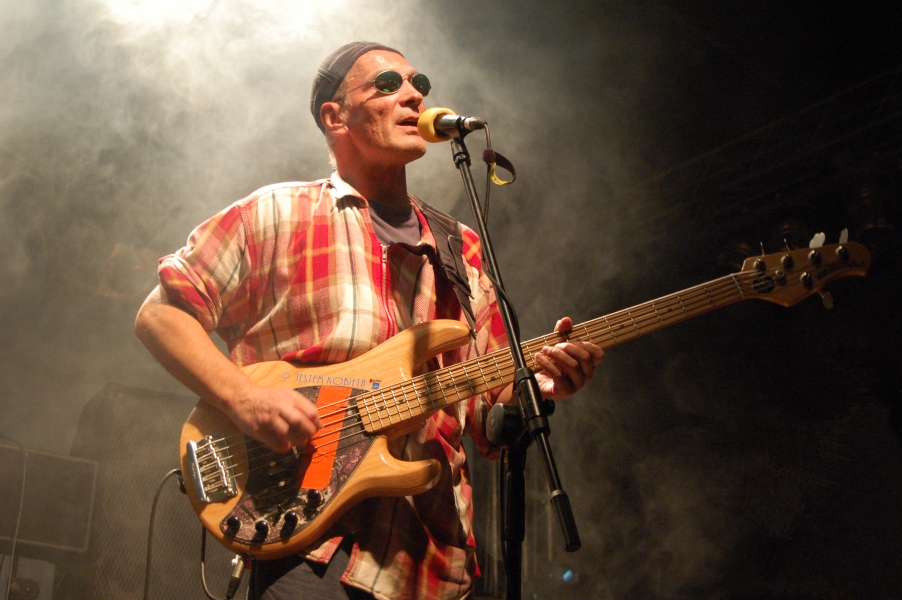
Lech Janerka

De plaat bevat nummers van Poolse reggae- en dancehallartiesten en één Duitse. Op Konstytucje 2006 zingt de bekende Poolse zanger Lech Janerka delen uit zijn hit Konstytucje uit 1986 opnieuw in.
De gebruikte riddims zijn gemaakt door Pionear van het Duitse platenlabel Germaican. Zes van de 20 nummers zijn gebaseerd op het Money Bag Riddim.

## Tracklist
1. Lech Janerka, Sidney Polak, Junior Stress – Konstytucje 2006 (Money Bag Riddim)
2. Marika – Siła Ognia (Doctor's Darling Riddim)
3. Bob One & Da Bass – Sensimillia (Opium Riddim)
4. Pablopavo & Reggaenerator – Gyal Na Medal (Electric Boogie Riddim)
5. Deer – Bałagan (Cure Riddim)
6. Junior Stress & Tony Junior B.I.G. – Sen de la Chica (Messer Banzani Riddim)
7. Cheeba & Grizzlee – Ognia Nie Gaście (Burning Riddim)
8. Mista Pita – Bus 77 (U-Turn Riddim)
9. Natural Dread Killaz – Dancehall (Pharaoh Riddim)
10. Marika – What’s Your Flava? (Curefix Riddim)
11. Ras Luta – W Stronę Światła (High Noon Riddim)
12. Mesajah – Boom Na Babilon (Rodeo Riddim)
13. Mista Pita & Lady Mocca – Śmietnik (Typhoon Refix Riddim)
14. Cheeba – Mammona (Nasty Dawg Riddim)
15. Ola Monola & Madmike – Strach (Tragedy Riddim)
16. Ras Luta – Piękni Ludzie, Piękny Świat (Money Bag Riddim)
17. Grizzlee – Zmiany (Money Bag Riddim)
18. Silesian Sound – Będzie Dobrze (money bag)
19. Junior Stress – Kiedy Nie Myślę O Niczym (Money Bag Riddim)
20. Ill Inspecta – Rudebwoy Anthem (Money Bag Riddim)